# Colombiers (Vienne)
Colombiers é uma comuna francesa na região administrativa da Nova Aquitânia, no departamento de Vienne. Estende-se por uma área de 20,77 km². Em 2010 a comuna tinha 1 499 habitantes (densidade: 72,2 hab./km²).